# Luigi Burgo
Luigi Burgo (* 31. März 1876 in San Saturnino, Ortsteil von Moneglia; † 8. März 1964 in Turin) war ein italienischer Elektroingenieur und Unternehmer.

## Leben
Burgo studierte auf Wunsch seines Vaters am Istituto tecnico von Chiavari und ging von dort nach Genua, um dort Bauingenieur zu werden. Dort jedoch lernte er Tommaso Toesca kennen, der ihn davon überzeugte, dass die Kleinstadt Verzuolo am Ausgang des Varaitatals unweit von Saluzzo und Cuneo eine Stromversorgung brauchte. Dort entstand von 1897 bis 1899 das erste Kraftwerk im Tal und damit die erste Versorgung mit Elektrizität. Nach dieser Arbeit für die Compagnia Thury wurde er nach Genf und Zürich abgeworben. Von dort ging er wiederum an die Universität London, wo er Elektroingenieur wurde. Nach Genua zurückgekehrt gründete er mit Giuseppe Alimonda, A. Vigliano und weiteren Interessenten die Società per imprese elettriche Alimonda-Burgo & C.
Am 21. Juni 1905 gründete er darüber hinaus die Cartiere di Verzuolo ing. Burgo & C., um die Turiner Zeitungen, allen voran La Stampa und die Gazzetta del Popolo mit Papier zu versorgen. 1921 entstand im österreichischen Pöls eine Zellulosefabrik, die  Pölser Zellulose und Papierfabrik, und am 27. September wurde das Elektrizitätswerk von Calcinere in der Provinz Cuneo unter der Leitung der gleichfalls gegründeten Idroelettrica Monviso eingeweiht. 1930 beschäftigten allein die acht Standorte zur Papierproduktion 5.400 Mitarbeiter. Während der Weltwirtschaftskrise mussten die Papierwerke ihre Dividende streichen. Am 9. August 1939 wurde Burgo auf Vorschlag des Präfekten von Cuneo und des Istituto per la Ricostruzione Industriale zum Senator des Königreichs ernannt.
1943 wurde er wegen des Verdachts der Konspiration mit Ugo Cavallero gegen das faschistische Regime verdächtigt und in Verona inhaftiert. Doch wurde er wegen seiner Kriegswichtigkeit auf deutsche Intervention freigesprochen. Nach dem Krieg wurde er erneut verhaftet. Am 30. Juni 1946 wurde er zwar freigelassen, jedoch nicht von allen Kollaborationsvorwürfen freigesprochen, nachdem sein Besitz bereits konfisziert worden war. Seinen Senatorentitel durfte er allerdings weiterhin führen. 
Burgos Unternehmen leitete von 1947 bis 1953 ein Treuhänder (fiduciario), er selbst wurde am 22. Juli 1953 Ehrenpräsident, eine Position, die er bis zu seinem Tod innehatte.